# کوین کوردز

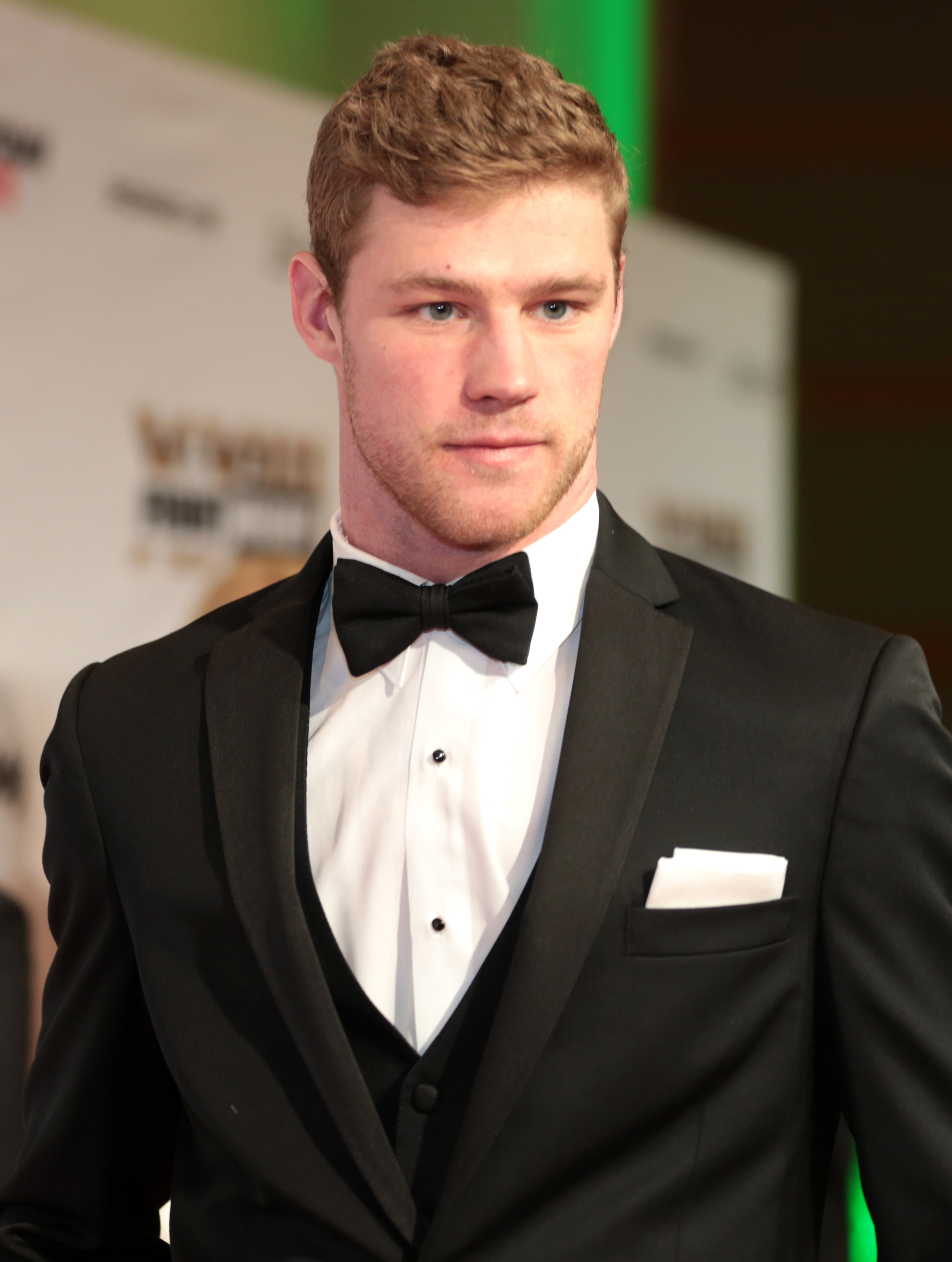
کوین کوردز، شناگر اهل امریکا - ۲۰۱۷

کوین کوردز (به انگلیسی: Kevin Cordes) (زادهٔ ۱۳ اوت ۱۹۹۳) شناگر اهل ایالات متحده آمریکا است.